# 107-я стрелковая дивизия (2-го формирования)
107-я стрелковая дивизия (107-я стрелковая Кременецкая дивизия; формирования 1942 года) — воинское соединение Красной армии СССР в Великой Отечественной войне.

## История

### Формирование
Сформирована на основе 11-й стрелковой бригады в Тамбове 17 апреля 1942 года.
В действующей армии c 17 апреля 1942 года по 11 мая 1945 года.

### Боевой путь
- 60-я армия повторно была сформирована 7 июля 1942 года путём преобразования 3-й резервной армии и в её состав вошла в том числе 107 дивизия.

С включением 9 июля 1942 года 60 А (второе формирование) в состав Воронежского фронта, участвовала в Воронежско-Ворошиловградской оборонительной операции. Впоследствии до конца 1942 г. она ведёт оборонительные бои на левом берегу реки Дон, севернее Воронежа, 107 сд — оборонительные бои южнее села Подгорное.
- С первых чисел января 1943 года дивизия готовится к бою против фашистских войск в полосе Урыв — Девица — Коротояк с конечной целью совместно с 340-й стрелковой дивизией освободить г. Острогожск.

8 января 1943 года в штабе дивизии были проведены штабные учения с начальниками штабов, стрелковых полков и с артиллеристами. Самая ответственная задача по прорыву обороны противника на Урывском плацдарме возлагалась на 516-й сп, которым командовал майор Арутюнов М. Н.
К исходу дня 12 января 1943 года после артподготовки преодолевая упорное сопротивление врага, 516-й сп вышел на высоту 160,2, где зам. командира полка батальонный комиссар Соколов А. Н. водрузил боевое знамя полка.
13 января начал наступление 504-й сп на участке между Галдаевкой и северной частью села Девица, а 522-й сп наступал непосредственно на с. Девица. Только к исходу дня 14 января с. Девица была очищена от врагов. При прорыве обороны противника погиб командир 504-го сп гвардии майор Шкунов, командование полком принимает начальник 5-го отдела штаба дивизии, майор Г. Т. Мельников, который 16 января был тяжело ранен. После его ранения 17 января командиром 504-го сп становится майор А. Т. Кононов.
В ночь на 20 января 1943 года 522-й сп дивизии завязал уличные бои в Острогожске. К 12 часам дня враг был зажат в клещи: с севера — востока и с северо — запада атаковала 107-я сд, с юго — востока — 129-й стрелковая бригада, с юго — запада — 340-й стрелковая дивизия, с юга — 309-я стрелковая дивизия. К 13 часам фашистские войска в городе были окружены и уничтожены, часть их взята в плен.
- Город Старый Оскол освобождают войска Воронежского фронта в ходе Харьковской операции 2.02.-3.03.1943 года 40-й армии в составе: 107-я стрелковая дивизия (2-го формирования) (генерал-майор Бежко, Пётр Максимович), 340-й сд (генерал-майор Мартиросян, Саркис Согомонович), 20-й гв. миномётной бригады (подполковник Богдан, Михаил Никитович); 2-й воздушной армии в составе: части войск 208-й ночной ближнебомбардировочной авиадивизии (полковник Котляр, Феодосий Порфирьевич).[5][6]

За успешное проведение операции полковнику Бежко П. Н. 5 февраля 1943 года присваивают звание генерал-майор, кроме того, он также был награждён орденом Суворова II степени.
6 — 16 февраля 1943 г. дивизия в составе 40-й армии продолжает принимать участие в Харьковской наступательной операции.
4 марта 1943 г. дивизия выводится в резерв командующего войсками Воронежского фронта и переподчиняется 69-й армии, в составе которой должна будет нанести контрудар в общем направлении на Богодухов, Ольшаны, с целью сомкнуть фланги 40-й и 69-й армий.
16 сентября 1943 года г. Валки освобождён от гитлеровских германских войск советскими войсками Степного фронта во время наступления на полтавско-кременчугском направлении в ходе Битвы за Днепр:
- 53-й армии в составе: 107-й сд (2-го формирования) (генерал-майор Бежко П. М.), 48-го ск (генерал-майор Рогозный, Зиновий Захарович), 299-й сд (генерал-майор Травников, Николай Григорьевич).[6]

19 марта 1944 года г. Кременец освобождён войсками 1-го Украинского фронта в ходе Проскуровско-Черновицкой операции:
- 13-й армии в составе: 24-го ск (генерал-лейтенант (генерал-лейтенант Кирюхин, Николай Иванович) в составе: 287-й сд (генерал-майор Панкратов, Иосиф Николаевич), 107-я стрелковая дивизия (2-го формирования) (генерал-майор Бежко П. М.), 350-й сд (генерал-майор Вехин, Григорий Иванович); 150-й тбр (полковник Пушкарёв, Сергей Филиппович).

Приказом Верховного Главнокомандующего И. В. Сталина от 23.03.1944 года № 068 в ознаменование одержанной победы соединения и части, отличившиеся в боях за освобождение города Кременец, получили наименование «Кременецких»:,
27 января 1945 года конная разведка 107-й стрелковой дивизии, выехав из заснеженного леса, встретила на своем пути концлагерь Освенцим. Как только красноармейцы поняли, что именно здесь находится, они сразу же послали отряд в тыл за медицинской помощью. Однако для многих из 2500 узников эта помощь была уже бесполезной. Сам концлагерь, был взят без боя.

## Состав
- 504 стрелковый полк
- 516 стрелковый полк
- 522 стрелковый полк,
- 1032 артиллерийский полк,
- 409 отдельный истребительно-противотанковый дивизион,
- 463 зенитная артиллерийская батарея (до 20.05.43 г.),
- 490 пулемётный батальон (с 10.10.42 г. по 10.05.43 г.),
- 166 отдельная разведывательная рота,
- 327 отдельный сапёрный батальон,
- 677 отдельный батальон связи (645 отдельная рота связи),
- 247 медико-санитарный батальон,
- 147 отдельная рота химической защиты,
- 531 автотранспортная рота,
- 375 полевая хлебопекарня,
- 846 дивизионный ветеринарный лазарет,
- 1623 полевая почтовая станция (916, 28937 ппс),
- 973 (1614) полевая касса Госбанка.

## Подчинение
| Дата                | Фронт (округ)            | Армия                 | Корпус (группа)                    | Примечания                         |
| ------------------- | ------------------------ | --------------------- | ---------------------------------- | ---------------------------------- |
| 17 апреля 1942 года | Московский военный округ |                       | -                                  |                                    |
| 01.05.1941 года     | Московский военный округ |                       | -                                  |                                    |
| 01.06.1941 года     | Резерв ставки ВГК        | 3-я резервная армия   |                                    |                                    |
| 01.07.1942 года     | Резерв ставки ВГК        | 3-я резервная армия   | -                                  |                                    |
| 01.08.1942 года     | Воронежский фронт        | 60-я армия            |                                    |                                    |
| 01.09.1942 года     | Воронежский фронт        | 60-я армия            |                                    |                                    |
| 01.10.1942 года     | Воронежский фронт        | 60-я армия            |                                    |                                    |
| 01.11.1942 года     | Воронежский фронт        | 60-я армия            |                                    |                                    |
| 01.12.1942 года     | Воронежский фронт        | 40-я армия            |                                    |                                    |
| 01.01.1943 года     | Воронежский фронт        | 40-я армия            |                                    |                                    |
| 01.02.1943 года     | Воронежский фронт        | 40-я армия            |                                    |                                    |
| 01.03.1943 года     | Воронежский фронт        | 40-я армия            |                                    |                                    |
| 01.04.1942 года     | Воронежский фронт        | 69-я армия            |                                    |                                    |
| 01.05.1943 года     | Воронежский фронт        | 69-я армия            |                                    |                                    |
| 01.06.1943 года     | Воронежский фронт        | 69-я армия            |                                    |                                    |
| 01.07.1943 года     | Воронежский фронт        | 69-я армия            |                                    |                                    |
| 01.08.1943 года     | Степной фронт            | 69-я армия            | 35-й гвардейский стрелковый корпус |                                    |
| 01.09.1943 года     | Степной фронт            | 53-я армия            | 48-й стрелковый корпус             |                                    |
| 01.10.1943 года     | Резерв Ставки ВГК        | 69-я армия            | 76-й гвардейский стрелковый корпус |                                    |
| 01.11.1943 года     | Резерв Ставки ВГК        | 52-я армия            | 1-я гвардейская армия              | 74-й гвардейский стрелковый корпус |
| 01.12.1943 года     | 1-й Украинский фронт     | 1-я гвардейская армия | 74-й гвардейский стрелковый корпус |                                    |
| 01.01.1944 года     | 1-й Украинский фронт     | 38-я армия            | 74-й гвардейский стрелковый корпус |                                    |
| 01.02.1944 года     | 1-й Украинский фронт     | 38-я армия            | 17-й гвардейский стрелковый корпус |                                    |
| 01.03.1944 года     | 1-й Украинский фронт     | фронтовое подчинение  |                                    |                                    |
| 01.04.1944 года     | 1-й Украинский фронт     | 60-я армия            | 28-й гвардейский стрелковый корпус |                                    |
| 01.05.1944 года     | 1-й Украинский фронт     | 60-я армия            | 28-й гвардейский стрелковый корпус |                                    |
| 01.06.1944 года     | 1-й Украинский фронт     | 60-я армия            | 28-й гвардейский стрелковый корпус |                                    |
| 01.07.1944 года     | 1-й Украинский фронт     | 60-я армия            | 28-й гвардейский стрелковый корпус |                                    |
| 01.08.1944 года     | 1-й Украинский фронт     | 60-я армия            | 15-й гвардейский стрелковый корпус |                                    |
| 01.09.1944 года     | 1-й Украинский фронт     | 60-я армия            | 15-й гвардейский стрелковый корпус |                                    |
| 01.10.1944 года     | 1-й Украинский фронт     | 60-я армия            | 15-й гвардейский стрелковый корпус |                                    |
| 01.11.1944 года     | 1-й Украинский фронт     | 60-я армия            | 15-й гвардейский стрелковый корпус |                                    |
| 01.12.1944 года     | 1-й Украинский фронт     | 60-я армия            | 15-й гвардейский стрелковый корпус |                                    |
| 01.01.1945 года     | 1-й Украинский фронт     | 60-я армия            | 15-й гвардейский стрелковый корпус |                                    |
| 01.02.1945 года     | 1-й Украинский фронт     | 60-я армия            | 15-й гвардейский стрелковый корпус |                                    |
| 01.03.1945 года     | 1-й Украинский фронт     | 60-я армия            |                                    |                                    |
| 01.04.1945 года     | 1-й Украинский фронт     | 60-я армия            | 15-й гвардейский стрелковый корпус |                                    |
| 01.05.1945 года     | 4-й Украинский фронт     | 60-я армия            | 15-й гвардейский стрелковый корпус |                                    |

## Командиры
- Дрёмин, Дмитрий Феоктистович (17.04.1942 — 29.11.1942 снят с должности), полковник
- Бежко, Пётр Максимович (30.11.1942 — 14.06.1944), полковник, генерал-майор с 5 февраля 1943 года
- Петренко, Василий Яковлевич (15.06.1944 — 11.05.1945), полковник

## Награды и наименования
| Награда (наименование)              | Дата                | За что награждена |
| ----------------------------------- | ------------------- | --- |
| Почетное наименование «Кременецкая» | 23 марта 1944 года  | присвоено приказом Верховного Главнокомандующего № 068 от 23 марта 1944 года за отличие в боях за овладение городом Кременец |
| Орден Суворова II степени           | 26 апреля 1945 года | награждена указом Президиума Верховного Совета СССР от 26 апреля 1945 года за образцовое выполнение заданий командования в боях при прорыве обороны немцев и разгроме войск противника юго-западнее Оппельн и проявленные при этом доблесть и мужество. |

Награды частей дивизии:
- 504 стрелковый Краковский[12] полк
- 516 стрелковый ордена Суворова[13] полк
- 522 стрелковый ордена Суворова[14] полк,
- 1032 артиллерийский ордена Кутузова[13] полк,
- 409 отдельный истребительно-противотанковый ордена Богдана Хмельницкого[13] дивизион,
- 327 отдельный сапёрный ордена Красной Звезды[13] батальон,

## Память
В честь дивизии названа улица в г. Острогожске и в родном Кременце.